# エロティカ (アルバム)
『エロティカ』（Erotica）は、1992年にリリースされたマドンナの5枚目のスタジオ・アルバム。

## 概要
マドンナが設立したマーヴェリック・レコードから発売された最初の作品。
シングル「ジャスティファイ・マイ・ラヴ」や写真集『SEX』などの過激な路線の延長上にある作品ではあるが、エイズで亡くなった友人について歌った「イン・ディス・ライフ」など、内省的な作風が目立つ。サウンド面では大ヒット曲「ヴォーグ」を手がけたシェップ・ペティボーンによるハウスミュージックが大半を占めている。
日本では日本ゴールドディスク大賞アルバム賞を受賞、同年にはアーティスト・オブ・ザ・イヤー（洋楽部門）も受賞した。
翌1993年の9月から12月までワールドツアー『ザ・ガーリー・ショー・ツアー』を開催、12月の来日公演で千秋楽を迎えた。

## 制作

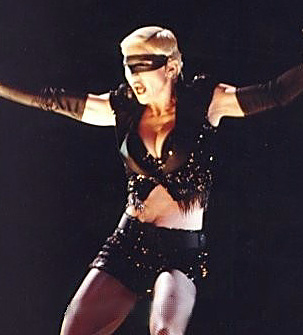
「The Girlie Show」で「エロティカ」を歌うマドンナ

当初、ペティボーンが制作した数曲（ペティボーン曰く「『ロサンゼルスっぽい雰囲気』の軽くてキラキラした曲調」）について、マドンナは気に入らず「こういうアルバムにしたいなら（前2作のアルバムで共同作業した）パトリック・レナードに頼んでるわ」と語った。それを聞き、ペティボーンは「生っぽいエッジの立った音」のアルバムをマドンナが望んでいると理解したとのこと。
サラ・ヴォーンなどにも歌われたスタンダード・ナンバーの「フィーヴァー」は、元々収録予定だった楽曲「Goodbye to Innocence」のレコーディング中に、バックトラックに合わせてマドンナが歌ってみたところ本人が気に入り、「Goodbye to Innocence」をアルバムから外して「フィーヴァー」を収録した経緯がある。「Goodbye to Innocence」はその後サイアー・レコードのコンピレーション・アルバム『Just Say Roe』に収録された。

## チャート成績
Billboard 200では最高位2位を記録、53週に渡りチャートインした。全英アルバムチャートでも最高位2位であり、39週チャートインした。
日本のオリコンチャートでは最高位5位を記録、23週に渡ってチャートインし自身のアルバム売上ランキングでは3位に入った。

## 収録曲
| #   | タイトル                                                                                    | 作詞・作曲                                             | プロデューサー         | 時間 |
| --- | ------------------------------------------------------------------------------------------- | ------------------------------------------------------ | ---------------------- | ---- |
| 1.  | 「エロティカ」(Erotica)                                                                     | マドンナ、シェップ・ペティボーン、アンソニー・シムキン | マドンナ、ペティボーン | 5:20 |
| 2.  | 「フィーヴァー」(Fever)                                                                     | オーティス・ブラックウェル、エディー・クーリー         | マドンナ、ペティボーン | 5:00 |
| 3.  | 「バイ・バイ・ベイビー」(Bye Bye Baby)                                                      | マドンナ、ペティボーン、シムキン                       | マドンナ、ペティボーン | 3:55 |
| 4.  | 「ディーパー・アンド・ディーパー」(Deeper and Deeper)                                       | マドンナ、ペティボーン、シムキン                       | マドンナ、ペティボーン | 5:33 |
| 5.  | 「ホエア・ライフ・ビギンズ」(Where Life Begins)                                             | マドンナ、アンドレ・ベッツ                             | マドンナ、ベッツ       | 5:57 |
| 6.  | 「バッド・ガール」(Bad Girl)                                                                | マドンナ、ペティボーン、シムキン                       | マドンナ、ペティボーン | 5:23 |
| 7.  | 「ウェイティング」(Waiting)                                                                 | マドンナ、ベッツ                                       | マドンナ、ベッツ       | 5:46 |
| 8.  | 「シーフ・オブ・ハーツ」(Thief of Hearts)                                                   | マドンナ、ペティボーン、シムキン                       | マドンナ、ペティボーン | 4:51 |
| 9.  | 「ワーズ」(Words)                                                                           | マドンナ、ペティボーン、シムキン                       | マドンナ、ペティボーン | 5:55 |
| 10. | 「レイン」(Rain)                                                                            | マドンナ、ペティボーン                                 | マドンナ、ペティボーン | 5:25 |
| 11. | 「ホワイズ・イット・ソー・ハード」(Why's It So Hard)                                        | マドンナ、ペティボーン、シムキン                       | マドンナ、ペティボーン | 5:23 |
| 12. | 「イン・ディス・ライフ」(In This Life)                                                      | マドンナ、ペティボーン                                 | マドンナ、ペティボーン | 6:25 |
| 13. | 「ディド・ユー・ドゥー・イット？」(Did You Do It? (featuring Mark Goodman and Dave Murphy)) | マドンナ、ベッツ                                       | マドンナ、ベッツ       | 4:54 |
| 14. | 「シークレット・ガーデン」(Secret Garden)                                                   | マドンナ、ベッツ                                       | マドンナ、ベッツ       | 5:32 |

## チャート
| チャート (1992年)                      | 最高位 |
| -------------------------------------- | ------ |
| アルゼンチン Albums (CAPIF)            | 1      |
| オーストラリア (ARIA)                  | 1      |
| オーストリア (Ö3 Austria)              | 10     |
| ベルギー (IFPI — SIBESA)               | 4      |
| ブラジル (NOPEM/ABPD)                  | 1      |
| カナダ (RPM)                           | 4      |
| カナダ (The Record)                    | 3      |
| デンマーク (IFPI)                      | 2      |
| オランダ (MegaCharts)                  | 13     |
| ヨーロッパ (Music & Media)             | 1      |
| フィンランド (Suomen virallinen lista) | 1      |
| フランス (SNEP)                        | 1      |
| ドイツ (Offizielle Top 100)            | 5      |
| ギリシャ (IFPI Greece)                 | 3      |
| ハンガリー (MAHASZ)                    | 15     |
| アイスランド (Tónlist)                 | 10     |
| アイルランド (IFPI)                    | 5      |
| イタリア (Musica e dischi)             | 2      |
| 日本 (オリコン)                        | 5      |
| ニュージーランド (RMNZ)                | 5      |
| ノルウェー (VG-lista)                  | 11     |
| ポルトガル (AFP)                       | 6      |
| スペイン (PROMUSICAE)                  | 5      |
| 南アフリカ (RISA)                      | 28     |
| スウェーデン (Sverigetopplistan)       | 6      |
| スイス (Schweizer Hitparade)           | 5      |
| UK アルバムズ (OCC)                    | 2      |
| UK ダンス (Music Week)                 | 1      |
| US Billboard 200                       | 2      |

| チャート (2006-2023年)        | 順位 |
| ----------------------------- | ---- |
| クロアチア 洋楽アルバム (HDU) | 5    |
| デンマーク (Hitlisten)        | 69   |
| ギリシャ (IFPI Greece)        | 8    |
| スコットランド (OCC)          | 55   |

| チャート (1992年)                      | 順位 |
| -------------------------------------- | ---- |
| オーストラリア (ARIA)                  | 30   |
| カナダ (RPM)                           | 32   |
| ヨーロッパ (Music & Media)             | 50   |
| フィンランド (Suomen virallinen lista) | 40   |
| 日本 (オリコン)                        | 88   |
| イギリス (OCC)                         | 27   |

| チャート (1993年)              | 順位 |
| ------------------------------ | ---- |
| オーストラリア (ARIA)          | 49   |
| カナダ (RPM)                   | 71   |
| US ビルボード200               | 61   |
| US トップ100アルバム (Cashbox) | 44   |